# جزیره استون‌کاترز

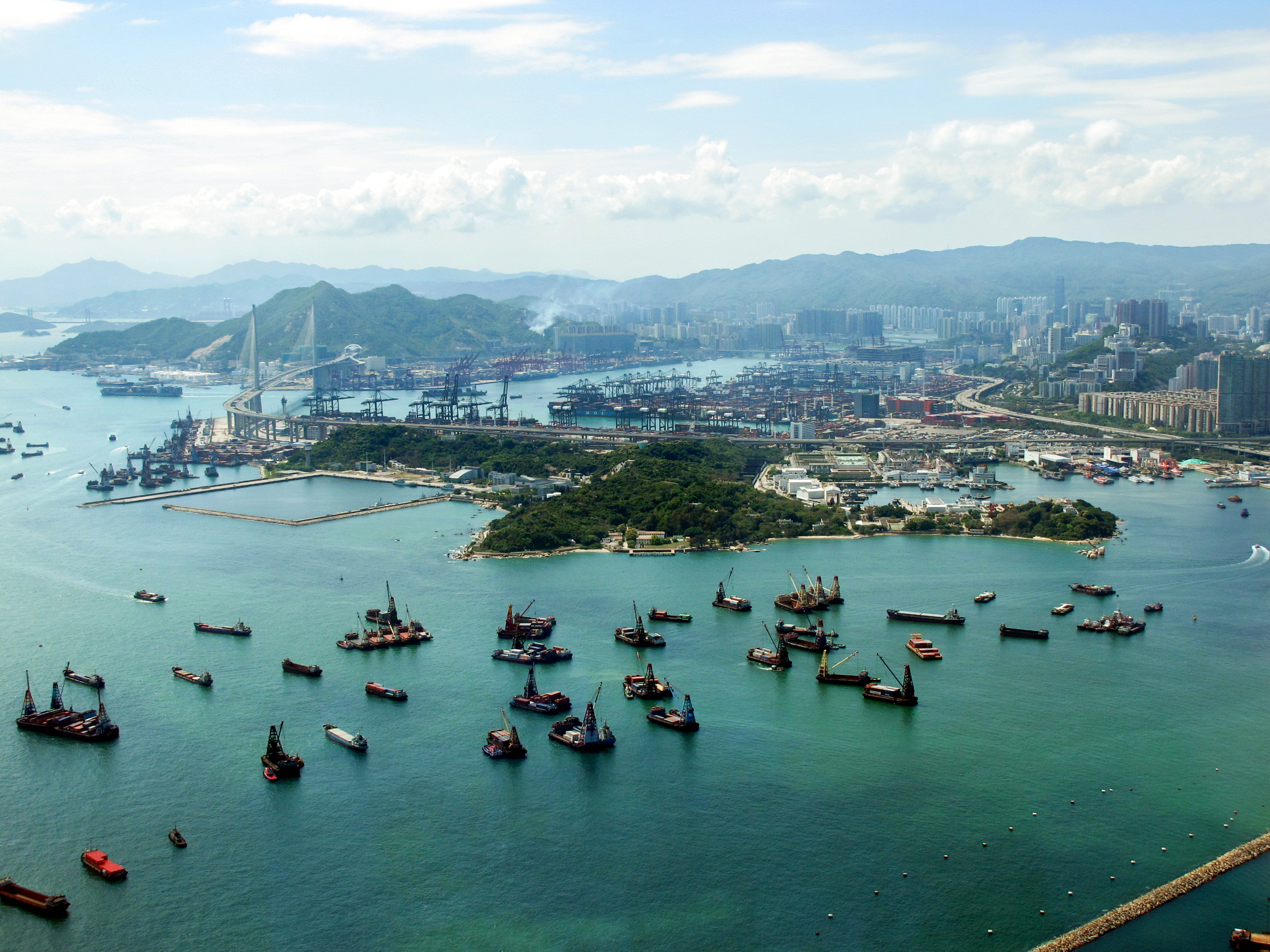
جزیره استون‌کاترز

موقعیت جزیره استون‌کاترز در HKSAR

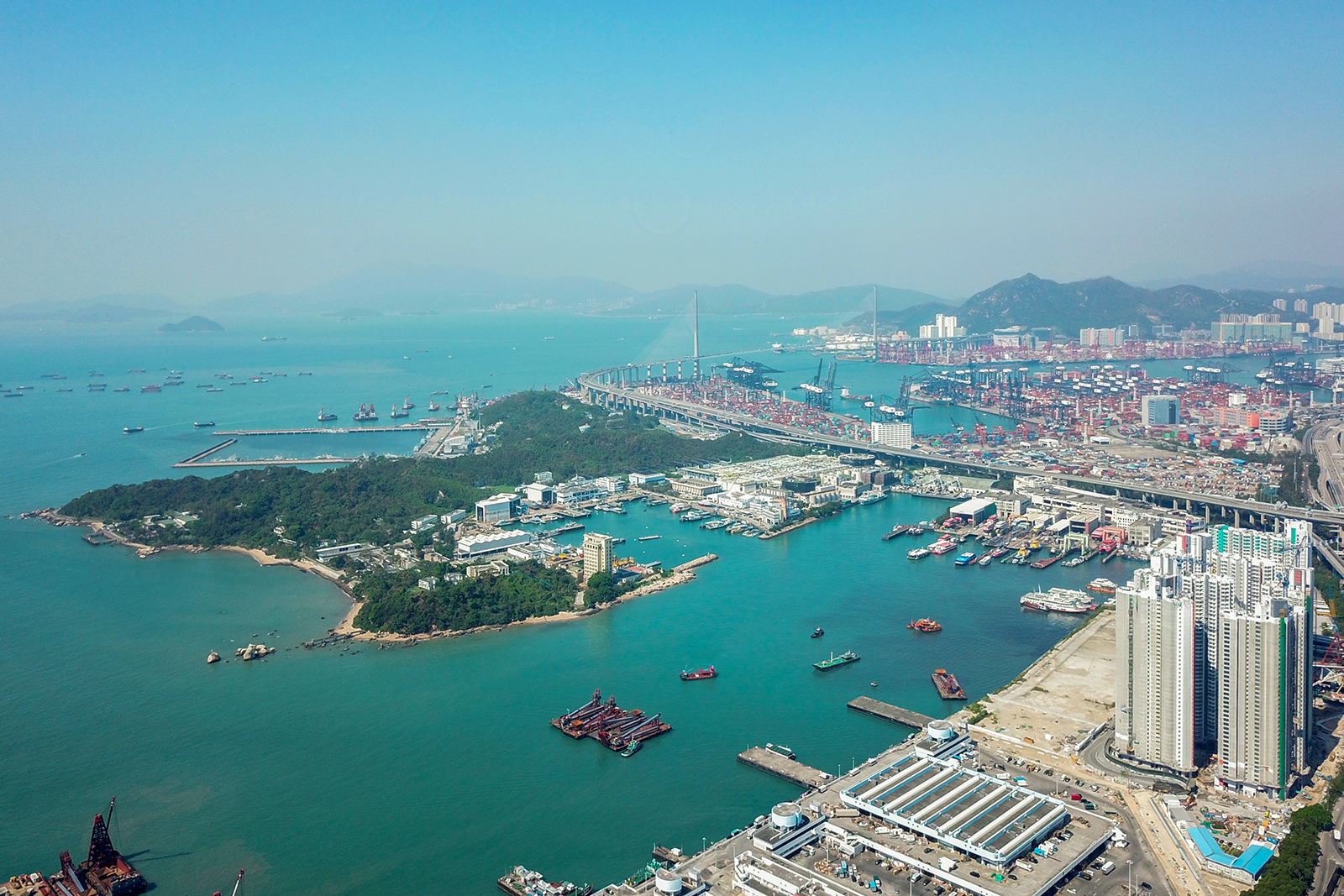
جزیره استون‌کاترز

جزیره استون‌کاترز (انگلیسی: Stonecutters Island) (به معنی جزیرهٔ سنگ‌تراشان) یا «نگونگ شوئن چاو» (Ngong Shuen Chau، به چینی: 昂船洲) یک جزیره سابق در بندر ویکتوریا، هنگ کنگ است. پس از احیای زمین، اکنون به شبه‌جزیره کاولون متصل شده است.

## حیات وحش
این جزیره زمانی میزبان حداقل سه جفت زادآور طوطی‌کاکلی گوگردی و همچنین مارهای بسیاری بود؛ مار براق نواری، کبرای قهوه‌ای و مار بامبو تا دهه ۱۹۸۰ میلادی به وفور یافت می‌شدند. کورکور سیاه اغلب در بالای سر برای شکار و لاشه‌ها در میان درختان تمر هندی، ficus benjamina و لور پرواز می‌کردند.

## تاریخچه

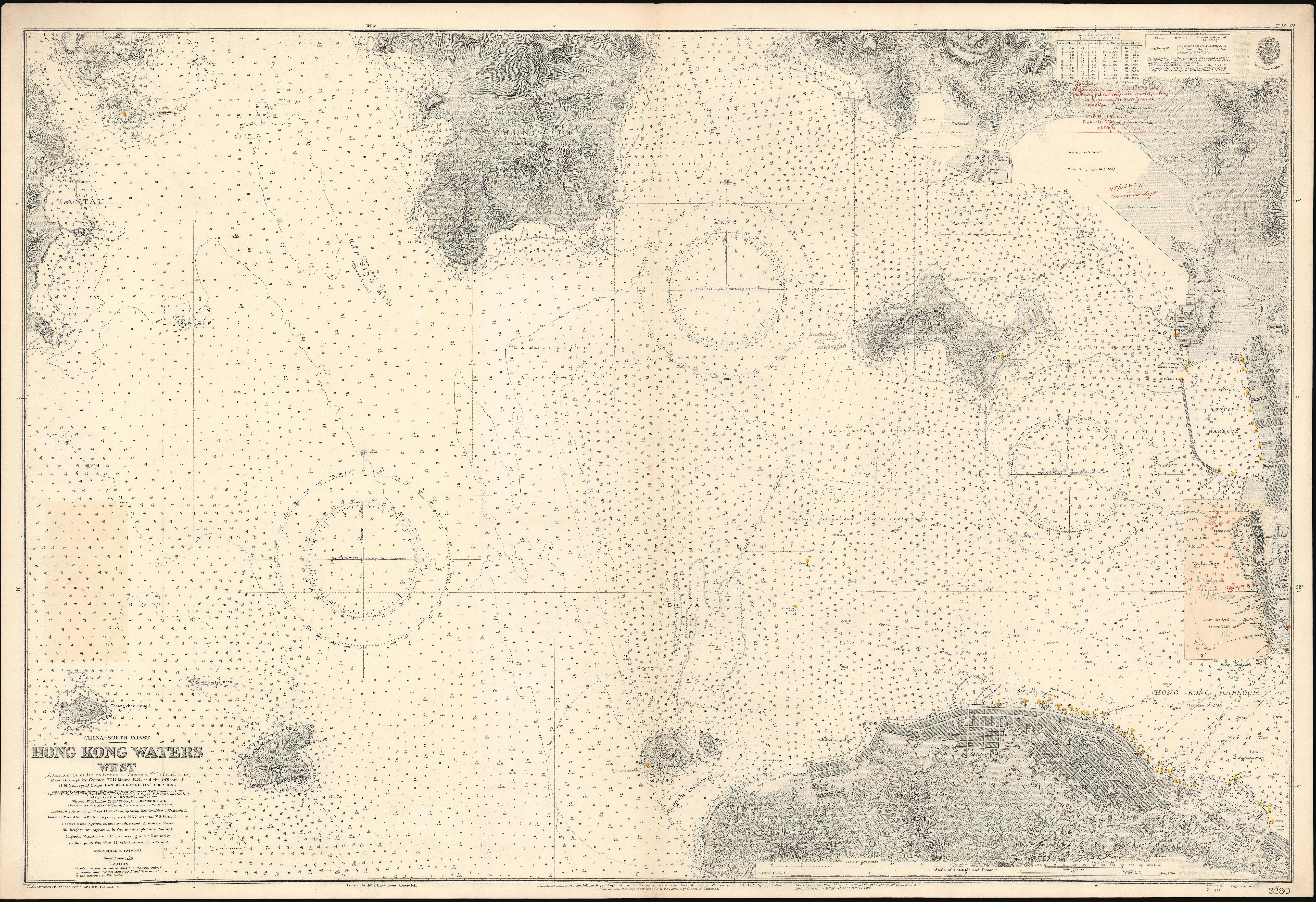
نقشه اوایل قرن بیستم که نشان‌دهنده جزیره استون‌کاترز به عنوان یک جزیره است.

### در دوره حاکمیت بریتانیا
این جزیره همراه با کاولون در سال ۱۸۶۰ از سوی دودمان چینگ به بریتانیا واگذار شد و توسط پیمان پکن به امپراتوری بریتانیا تعلق گرفت. ابتدا توسط بریتانیایی‌ها برای معدن‌کاوی استفاده می‌شد و از این‌رو به آن این نام انگلیسی داده شد. در دهه ۱۸۵۰، این جزیره محل یک زندان بود.
یک شنود الکترونیک و ایستگاه جهت‌یابی رادیویی نیروی دریایی پادشاهی بریتانیا در سال ۱۹۳۵ در جزیره تأسیس شد. از ۱۹۳۵ تا ۱۹۳۹، این پایگاه، واحد اصلی شنود رادیویی برای اداره ترکیبی شرق دور بود که در فاصله چهار مایل (۶٫۴ کیلومتر) از طریق بندر در کشتی‌سازی دریایی قرار داشت.
پس از جنگ جهانی دوم، این جزیره میزبان واحدهای نیروی زمینی بریتانیا از جمله واحد ۴۱۵ RCT دریایی و انبار فرعی مهمات RAOC شد. ذخیره‌سازی مواد منفجره پس از شورش‌های ۱۹۶۷ هنگ کنگ اهمیت بیشتری یافت و بخش معدن انتخاب کرد که تمام مواد منفجره تجاری قبل از توزیع به سایت‌های انفجار مختلف مستعمره در استون‌کاترز ذخیره شوند. پس از ۱۹۶۸، مسائل مربوط به مواد منفجره تجاری توسط نیروی زمینی بریتانیا و از سال ۱۹۹۴ توسط نیروی دریایی پادشاهی بریتانیا مدیریت می‌شد تا زمان انتقال مستعمره به چین در سال ۱۹۹۷. پیش از آن، این جزیره مرکز آموزشی و ستاد سپاه خدمات نظامی هنگ کنگ بود.
جزیره توسط پلیس سیک هندی کنترل می‌شد، زیرا به‌طور سنتی آن‌ها سیگار نمی‌کشند و مشروب نمی‌نوشند. پلیس وزارت ارتش (ADP) که به این نام شناخته می‌شدند، در طول دوره بریتانیایی‌ها خدمت مداوم در جزیره داشتند. آن‌ها به هاکی روی چمن علاقه داشتند و اغلب دیده می‌شدند که پابرهنه در زمین بازی می‌کردند. در اوایل دهه ۱۹۸۰، ADP دو بازیکن ملی هندی در رشته هاکی داشت و معمولاً عمامه‌های آبی آن‌ها در آفتاب بیرون از پادگان خشک می‌شد.
نیروی دریایی پادشاهی بریتانیا به ارائه خدمات قایق (T-Boats) که جزیره‌نشینان را به ایستگاه تامار در هنگ کنگ و پایانهٔ استار فری در کاولون متصل می‌کرد، ادامه داد. قایق‌های اضافی توسط واحد ۴۱۵ دریایی RCT و با خدمه محلی (LEPها) تأمین می‌شدند.
در دهه‌های ۱۹۶۰، ۷۰ و ۸۰، این جزیره به عنوان یک مرکز استراحت و بازتوانی مورد استفاده قرار گرفت و چندین کلبه سبک در اطراف فروشگاه، رستوران و مجموعه استخر بنیاد خدمات‌رسانی نیروهای مسلح بریتانیا در ساحل جنوبی ساخته شد. همچنین فعالیت‌های تجاری در جزیره وجود داشت؛ تاریخچه جاردین متیسون به همراه دوپون یک کارخانه مواد منفجره تأسیس کردند تا به نیاز روزافزون برای مواد منفجره تجاری در انفجارهای تجاری پاسخ دهد. این کارخانه چندین تن ژل آبی و سایر مواد منفجره تجاری را در هفته تولید می‌کرد. مقادیر محدودی از مواد منفجره چینی، بریتانیایی و سایر مواد منفجره تجاری در تونل‌های ذخیره‌سازی ویکتوریایی این جزیره نگهداری می‌شد.
در دهه‌های ۱۹۷۰ و ۸۰، این جزیره به عنوان پایگاه عملیاتی پیشروی (FOB) یک واحد هاورکرافت نیروی دریایی سلطنتی بود که برای کمک به دولت هنگ کنگ در عملیات ضد مهاجرت غیرقانونی مستقر شده بود. واحد نیروی دریایی (NP1009) تحت فرماندهی کریس استفورد و دو هاورکرافت SRN6 Mk6 به‌طور مداوم تا سال ۱۹۸۵ که واحد منحل شد، فعالیت می‌کردند.
برخی ساختمان‌ها یا تأسیسات نظامی داخل پادگان «نگونگ شوئن چاو» اکنون به عنوان ساختمان‌های تاریخی درجه‌بندی شده‌اند.

### در دوران جنگ جهانی دوم
جزیره استون‌کاترز در ۱۱ دسامبر ۱۹۴۱ پس از گلوله‌باران شدید به تصرف نیروی زمینی امپراتوری ژاپن درآمد. کشتی‌های بازرگانی در اسکله‌های جزیره غرق شدند و تخریب‌هایی در کارخانه کشتی‌سازی کاولون و در خود جزیره انجام شد. در طول جنگ جهانی دوم، تأسیسات رادیویی جزیره توسط ژاپن برای اهداف نظامی و گسترش برد پخش ان‌اچ‌کی اداره می‌شد.
در دوره اشغال ژاپن در جنگ جهانی دوم، جزیره برای ایجاد مزرعه مار توسط ژاپنی‌ها استفاده شد. از مارها برای تهیه پادزهر برای سربازان در مأموریت‌های فعال در اقیانوس آرام استفاده می‌شد.

### بعد از ۱۹۹۷
پس از واگذاری هنگ کنگ به چین در ۱ ژوئیه ۱۹۹۷، پایگاه نیروی دریایی نگونگ شوئن چاو اکنون توسط نیروی دریایی ارتش آزادی‌بخش خلق اداره می‌شود.

## زیرساخت‌های جزیره
این جزیره در دهه ۱۹۹۰ از طریق احیای غربی کاولون به شبه‌جزیره کاولون متصل شد تا زمینی برای ساخت شبکه جاده‌ای و راه‌آهن به فرودگاه بین‌المللی هنگ کنگ در چک لپ کوک و پایانه کانتینری ۸ در پایانه‌های کانتینری کوای تسینگ فراهم شود.
جزیره استون‌کاترز میزبان یک تأسیسات بزرگ تصفیه فاضلاب به نام «تصفیه فاضلاب جزیره استون‌کاترز» است. از زمان احداث این تأسیسات در سال ۲۰۰۱، میزان اشریشیا کلی در آب‌های اطراف ۹۹ درصد کاهش یافته و سایر آلاینده‌ها بین ۷۰ تا ۸۰ درصد کاهش یافته‌اند که به بازگشت مرجان‌ها به بندر ویکتوریا کمک کرده و سواحل هنگ کنگ را دوباره برای شنا ایمن ساخته است.
پل استون‌کاترز، یک پل کابلی که شبه‌جزیره کاولون را به سانگ یا متصل کرده و بخشی از مسیر ۸ (هنگ کنگ) را تشکیل می‌دهد، در ۲۰ دسامبر ۲۰۰۹ افتتاح شد.